# إمامة ابن معمر
الإمامة المعمرية أو إمامة ابن معمر أو إمامة الدرعية هي إمارة قصيرة العمر أُنشِئَت بعد سقوط الدولة السعودية الأولى. كان مقرها حول مدينة الدرعية وكانت لفترة وجيزة تابعة لمحمد علي، الحاكم العثماني لمصر. لكن الدولة لم تدم طويلاً، حيث استعادها السعوديون ودمجوها في الدولة السعودية الثانية. 

## خلفية
وعندما انهارت الحكومة السعودية عمليا وبعد سقوط الدرعية واستسلام قادتها، تلاشت الوحدة السياسية التي شكلتها الدعوة الإصلاحية، وعادت نجد إلى حياة الفوضى والتفكك على شكل كيانات مستقلة وبعض من وعادت العناصر القيادية المناهضة للدرعية إلى بلدانها، حيث سعت إلى استعادة نفوذها على حساب القادة الموجودين، واستطاع بعضهم من تحقيق ذلك، فقتل راشد بن سليمان الحجيلان عبد الله بن حجيلان بن حمد في بريدة عام ثأراً لوالده الذي قتله حجيلان بن حمد في حملة سعدون بن عرير على بريدة سنة 1196هـ.
وفي حريملاء عاد الصراع بين آل الحمد وآل راشد على قيادة البلاد، حيث قتل زعيم آل الحمد إبراهيم بن ناصر الزير آل حمد على يد ناصر بن محمد بن ناصر آل راشد، وقام هو وعائلته بالاستيلاء على أملاك آل الحمد في حرملة وأخلواهم منها.
كما ظهرت هذه الصراعات في الخرج والأحساء والسدر وغيرها من المناطق التي كانت تحت نفوذ الدرعية، وعادت قبائل البادية في ظل غياب سلطة مركزية قوية إلى ممارسة السلب والنهب وقطع الطرق. وغارات متبادلة بينهم.
هذا فيما يتعلق بالوضع السياسي. أما الوضع الاقتصادي فلم يكن أفضل حيث توقفت التجارة بين دول نجد وبينها وبين المناطق المجاورة بسبب الانفلات الأمني ونهب بعض الممتلكات من قبل بعض جنود جيوش الغازي وفرضت الضرائب وانخفض الإنتاج الزراعي والحيواني كما نتيجة الجفاف والجفاف الذي ساد المنطقة، مما أدى إلى حدوث مجاعة. وكان من المؤكد أن استمرار الفراغ السياسي الرهيب في نجد يهدد بمخاطر أمنية واجتماعية ودينية واقتصادية.

## تاريخ الإمامة

### قيام ابن معمر
جرت محاولة محلية فريدة لملء الفراغ السياسي الذي حدث عقب انسحاب قوات إبراهيم باشا من نجد، وكان قائد هذه المحاولة محمد بن مشاري بن معمر، أحد زعماء نجد البارزين، وابن أمير عيينة مشاري بن معمر ومن نسل إحدى عائلات نجد وله دور مؤثر في نجد قبل وأثناء دعوة الإصلاح. ومن المساهمين في الدفاع عن الدرعية عندما حاصرها إبراهيم باشا ، وهو أحد أعيان الدرعية الثلاثة الذين كلفوا بمفاوضة إبراهيم باشا للصلح معه، حيث كان ذلك في السابع من ذي الحجة. - القعدة سنة 1233هـ. كما يرتبط بقبيلة الإمام محمد بن سعود بالقرابة، إذ أن خاله هو الإمام عبد العزيز وأخيه عبد الله.
يضاف إلى ذلك أن محمد بن مشري كان شديد الثراء، قال عنه ابن بشر : “كانت له أموال وأسلحة لا تعد ولا تحصى”. وتشير إحدى الوثائق العثمانية إلى أنه كان يملك أسلحة وأنه أخرج مدفعين كان قد دفنهما في الدرعية أثناء حصار إبراهيم باشا لها وقبل سقوطها. حاول محمد بإمكانياته توحيد نجد على أساس الدعوة الإصلاحية، وتشير إحدى الوثائق العثمانية إلى أن محمد بن معمر، عند بدء حركته، نقل عائلته وأولاده إلى أرض السدوس حيث أبناء أخيه إبراهيم. الإقامة، وهذا مؤشر على شعوره بصعوبة وخطورة محاولته، أثناء توجهه إلى الرياض ، حيث اتفق مع بعض النازحين من الدرعية وسكان الرياض وقراها على دعمه، ووضع راية على بابه، وتوافد عليه أهل الدرعية ، وجمعوا أطفالهم وأهلهم هناك، ووجهوهم إلى الدرعية حيث بدأوا بزراعة أرضها، وهذه هي الخطوة الأولى في جهود محمد بن معمر في بناء مدينة جديدة حيث حرك نفسه وأقنع الناس بالعودة إلى الدرعية ، وساعد الناس بالأموال اللازمة معتمداً على ثروته الهائلة واستخدم تلك الثروة في تأمين الحماية لهم.
وهذه المعلومات المبكرة عن حكم ابن معمر متطابقة مع سياق الأحداث، ولا تتعارض مع إقامته في الرياض لفترة محدودة ودعا الناس للعودة إلى الدرعية ، مع معارضة أمير الرياض لحركته بعد ذلك، ورفض أميرها الانضمام إليه.
وعندما تحدث سادلير عن الدرعية أثناء مروره في أغسطس 1819م الموافق شوال 1234هـ، ذكر أنها مدينة خربة، لم يبق منها إلا آثارها، ولم يكن فيها إنسان. مروره بالدرعية كان قبل ظهور محمد بن معمر بقليل، ومكانة الدرعية كما ذكر سادلير تجعل مهمة ابن معمر صعبة إن لم تكن مستحيلة في إعادة بنائها مرة أخرى، ومهما كان ذلك فقد انتقل ابن معمر إلى الدرعية وسعى لبنائه وترميم الأسوار والبيوت والقلاع التي دمرتها قوات إبراهيم باشا على نفقته. ولما تحدث ابن بشر عن جهود ابن معمر هذه قال: ولما قدم بلاد الدرعية سعى في بنائه وأظهر إعادة الدعوة، وأراد أن تكون بلاد نجد تحت يده بحجة الإمامة، فكتب البلاد ودعاهم بالوفود إليه والاجتماع، فأطاعه أهل بلاد قليلة، وأرسلوا إليه بالدرعية ، فاستقر بها وأقام بها.
وعندما تناولت الوثائق العثمانية جهوده أشارت إلى أنه بدأ ببناء القلاع في الدرعية ، وأبدى محمد علي باشا تخوفه من حركة ابن معمر وطلب المساعدة من السلطان العثماني لقمعها، ويبدو أن محمد علي والدولة العثمانية لا تريد أي قوة إقليمية في هذه البقعة.
نجحت جهود ابن معمر في إعادة بناء الدرعية من جديد، حيث تمكن من إعادة إليها قسم كبير من سكانها، منهم ألف ومئتي مقاتل، وبعد استقراره في الدرعية، بدأ الخطوة الأخرى في حكمه، وهو الاتصال بدول نجد ودعوة قادتها لمبايعته. أول من بايعه من دول منفوحة، وقد تراسل معه بعض أهل الدول المبايعين.
وحقق بعض النجاح، مما أخاف زعماء بعض الدول من اتساع نفوذه، وبالتالي تهديده لدولهم، وهذه الدول هي: الرياض، وحريملاء، والخرج، التي أرسلت إلى حاكم الأحساء. ابن أورير وحذره من نوايا ابن معمر وأنه سيغزو الأحساء إذا اشتدت قوته ونصحه بالهجوم عليه قبل أن يتفاقم أمره.
وأرسل محمد بن عرير رسالة إلى إبراهيم باشا أثناء تواجده في مدينة جدة يخبره فيها عن نية ابن معمر مهاجمة الأحساء، وأرسل إبراهيم رسالة إلى والده محمد علي الذي أرسل رسالة إلى السلطان العثماني يخبره بتحركات ابن معمر، فأصدر السلطان أمراً بقمع هذه الحركة. قاد ماجد بن عرير حملة كبرى على نجد سنة 1235هـ، وانضم أهل الرياض وحريملاء والخرج إلى قواته، وهاجمت تلك القوات منفوحة التابعة لابن معمر، ووقع بينهم قتال، ثم وانتهت المواجهة بينهما بالسلام.
تشير إحدى الوثائق العثمانية إلى أن ابن أورير أغار على عرقة وقتل ثلاثين رجلاً، ونهب قافلة كانت قادمة من الرياض إلى الدرعية، وقتل أشخاصاً من أهل الدرعية ، وتشير أيضاً إلى أن ابن معمر كان معه مدفعان وكان يقاوم ابن عرير ويتفوق عليه.
ويفهم من الوثيقة أن مواجهة وقعت بين ابن معمر وابن عرير، حيث ذكر فيصل الدويش أن ماجد قاتلهما، ولم يشر ابن بشر إلى أي مواجهة بينهما. بل ذكر أن ابن معمر قدم هدايا وخدع ماجد بن عرير ببعض المكاتبات وتشير إحدى الوثائق إلى أن الهدية التي أهداها لابن عرير عبارة عن درعين، وأن أهل الدرعية بقيادته هددوا ابن عرير ورفض مقابلته.
ونتيجة للجفاف وعدم تمكن ابن عرير من تحقيق أي غنائم أو ما يرضي طموح القبائل المرافقة له، اشتكوا من سوء الوضع وخذلانه، ثم رحلوا دون أن يحققوا أي مكاسب تذكر. وكانت نتائج هذه الحملة معاكسة تماما لما هدفت إليه، حيث ارتفعت مكانة ابن معمر، وتعززت شوكته في نجد بدلا من إضعافها.
ولعل من نتائجها تخلي معظم الدول النجدية عن موقفها ضد حركة ابن معمر، حيث انضمت إليه دول العارض والمحمل والوشم وسدير .
واستغل ابن معمر هذه المكاسب بالإضافة إلى قوته الاقتصادية وشجع الحركة التجارية بين محافظتي نجد والدرعية، ومراسل العديد من بلاد نجد وأمرهم وحثهم على إرسال المؤن إلى الدرعية . ونشطت القوافل التجارية من سدير والمحمل والوشم وغيرها إلى الدرعية ، فكان الغذاء متوافراً بأسعار معقولة، وأدى هذا الإجراء إلى زيادة شعبيته، وتمكن من القيادة في تلك البلدان، لذلك وكان هناك العديد من أتباعه وأنصاره.
وفي هذه الأثناء قدم تركي بن عبد الله وأخوه زيد إلى ابن معمر بالدرعية ، فأتوا به وأعانوه. وتشير الوثيقة السابقة إلى أن تركي جاء مع ابنه وأخيه زيد وعمر بن عبد العزيز بن محمد بن سعود وأولاده، وأنه جاء مع تركي نحو مائة رجل من أهل الجنوب أيضاً. وأحضر عمر معه قوافل من الطعام، كما تشير الوثيقة إلى أن وصول تركي تم بطلب من ابن معمر، أي مبعوث من قبله "جاء إلى تركيا".
وكانت حريملة كما ذكرنا من الدول المعارضة لحركة ابن معمر، وكان رأس حريملة في ذلك الوقت حمد بن مبارك بن عبد الرحمن بن راشد، وحدث بين آل حمد وآل رشيد خلاف أدى إلى نشوب صراع. مواجهة بينهما يوم الجمعة 24 جمادى الأولى 1235 هـ قُتل فيها رجال من الطرفين وتحصنت آل رشيد في قصره، أرسله آل الحمد إلى ابن معمر بالدرعية وطلبوا منه النجدة، ف أرسل لهم قوة يقودها ابنه مشاري ومعه زيد بن عبد الله بن محمد بن سعود شقيق تركي بن عبد الله ، واستدعى قوات من المحمل وسدير وحاصرهم أسبوعا ثم طلبوا الأمان من مشاري. بن محمد بن معمر. فأمنهم عن أبيه على دماءهم وما معهم ومن كان في خدمتهم، فنزلوا من القصر ورحلوا معهم إلى الدرعية ، وعين ابن معمر بن حماد واليا على حريملاء ، و وبعد هذا الإجراء بايعت الدول النجدية ابن معمر، فكتبوا إليه وفوضوا إليه.